# Мащенко, Иван Гаврилович
Иван Гаврилович Мащенко (укр. Іван Гаврилович Мащенко; 24 ноября 1938, с. Никольское (ныне Вольнянского райна, Запорожской области Украины — 2 июня 2019) — советский и  украинский тележурналист, академик Телевизионной академии Украины (с 1996), член Союза журналистов Украины (1964) и Союза кинематографистов Украины (1997). Член Национального Совета Украины по вопросам телевидения и радиовещания (1994—1999). Почетный член Союза кабельного телевидения (1998), эксперт-советник Комитета по свободе слова и информации Верховной рады Украины (с 2000).

## Биография
В 1955—1960 года обучался украинской филологии на историко-филологическом факультете Симферопольского университета, позже окончил ВПШ при ЦК КП Украины, отделение телевидения (1964—1966).
Стажировался в Всесоюзном институте повышения квалификации работников телевидения и радиовещания (1983, 1988). В 1960 году — сотрудник редакции областной молодежной газеты «Крымский комсомолец». Служил в советской армии.
В 1963—1964 — редактор, старший редактор Крымского областного комитета по радиовещанию и телевидению. В 1966—1967 — собственный корреспондент, заведующий отделом редакций газет «Курортная газета» (г. Ялта) и «Крымский комсомолец».
С апреля 1967 по март 1975 — директор Запорожской студии телевидения, зам. председателя Запорожского областного комитета по радиовещанию и телевидению.
В 1975—1983 и 1985—1991 годах — генеральный директор Дирекция программ Украинского телевидения.
В 1983—1985 — заместитель директора Радиотелевизионного агентства ТАСС-РАТАУ.
В 1991—1995 — проректор Укртелерадиоинститута.
С февраля 1995 по июнь 1997 года- первый вице-президент Национальной телекомпания Украины. В 1997—1999 — заместитель председателя Государственного комитета телевидения и радиовещания Украины.

## Творческая деятельность
Специализация — исследование теории, истории и практики украинского и мирового телевизионного процесса.
Автор 6 документальных и научно-популярных фильмов, многочисленных телепрограмм, в частности, международных телемостов.
Автор монографий: «Телевидение прямого эфира» (1991, в соавт.), «Глобальное телевидение» (1992), «Телевидение в законе» (1995), «Украинское телевидение: штрихи к портрету» (1995), «Электронный старт телевидения» (1997), справочника «Телевидение и радио Украины» (1997), «Телевидение Украины» (т. 1, 1998; т. 2, 2000), 8 брошюр; более 300 публикаций в журналах и сборниках.
Член редколлегии журнала «Телерадиокурьер» (1997—2000). Ведущий автор проекта Закона Украины «О телевидении и радиовещании» и еще пяти законов в области СМИ. Член жюри международного фестиваля телепрограмм «Бархатный сезон» (с 1994).
Являлся членом совета Всеукраинского фестиваля «Золотая эра» (с 1996). Был участником 10 международных и всеукраинских научных конференций по проблемам телевидения.

## Награды
- Орден «За заслуги» III степени (1998)
- 2 медали СССР (1970, 1985)
- Почëтная Грамота Президиума Верховного Совета Украинской ССР (1988)
- Лауреат премии Ивана Франко в области информационной деятельности (2004).
- Почётная Грамота Кабинета Министров Украины (2003)
- Почётное звание «Заслуженный деятель искусств Украины» (2004)